# Arquitectura virtual
La arquitectura virtual la define Gonzalo Vélez como 

Aquel universo de objetos construidos, visualizados, accedidos, manipulados tridimensionalmente, con propósito arquitectónico y de permanencia con derecho propio, en un ámbito digital informático que les confiere su condición de virtualidad, pudiendo ésta ser activada dentro o fuera de línea.

## Introducción
Para tener los preceptos básicos y comprender la incorporación de la arquitectura en el mundo de la virtualidad, en su concepto más general, la arquitectura es el arte y técnica de proyectar y diseñar edificios, estructuras y espacios.
El término arquitectura proviene del griego αρχ (arh), cuyo significado es 'jefe' 'quien tiene el mando', y τεκτων (tekton), es decir, 'constructor' o 'carpintero'. Así, para los antiguos griegos el arquitecto era el jefe o director de la construcción y la arquitectura la técnica o arte de quien realizaba el proyecto y dirigía la construcción de los edificios y estructuras, ya que la palabra Τεχνη (techne) significa 'saber hacer alguna cosa'. De ella proceden las palabras técnica y también tectónico ('constructivo'.)

La arquitectura abarca la consideración de todo el ambiente físico que rodea la vida humana: no podemos sustraernos a ella mientras formemos parte de la civilización, porque la arquitectura es el conjunto de modificaciones y alteraciones introducidas en la superficie terrestre con objeto de satisfacer las necesidades humanas, exceptuando solo el puro desierto.

Manifestó William Morris, fundador del Arts and Crafts en The Prospects of Architecture in Civilization, conferencia pronunciada en London Institution el 10 de marzo de 1881 y recopilada en el libro On Art and Socialism, publicado en 1947 en Londres.

## Arquitectura Virtual
Un espacio modulado de tal forma que permite al sujeto entrar en él y habitarlo, es lo que llamamos arquitectura
M.Novak

El concepto de arquitectura virtual ha evolucionado desde las primeras experiencias de la Arquitectura asistida por computadores en los años 60, pero ha tomado auge desde el boom de lo virtual, a finales del siglo XX, con la Competencia Internacional La Casa Virtual celebrada en 1997. En la actualidad el concepto se enfoca en la Arquitectura hecha para el ciberespacio, aplicando tecnologías de Realidad Virtual, inmersiva o no. Entre los pioneros de esta disciplina, se destaca Marcus Novak, quien en los albores de los 90 expuso el ensayo Arquitectura Líquida y a partir de esa época se originó una serie de documentos afines sobre este tema en Internet. 
De esta forma nacen los conceptos de arquitectura líquida (Architetture liquide nel cyberspazio) de la cual surgen las ideas de virtual y virtualidad para referirse a espacios intangibles físicamente pero completamente vivenciales, dentro de un modo controlado como lo es el ciberespacio; en referencia a la arquitectura líquida, Novak expresa:

Es una arquitectura que respira, pulsa, salta en una forma y cae en otra. La arquitectura líquida es un arquitectura cuya forma es contingente al interés del usuario; una arquitectura que se abre para acogerme y se cierra para defenderme; una arquitectura sin puertas ni pasillos, donde la próxima habitación está siempre donde la necesito y es como la necesito.

Su innovadora obra Dancing With The Virtual Dervish: Worlds in Progress desarrollada en el Banff Center entre 1991 y 1994 en el ámbito del Art and Virtual Environments Project (Proyecto de Arte y Entornos Virtuales) comprendía los primeros ambientes sumergidos cuadridimensionales del mundo y exploraba y permitía la navegación a través de los espacios utilizando cuatro dimensiones espaciales, usándose con el tiempo como bastidor dimensión.

## Evolución de la arquitectura virtual
Con base a los preceptos establecidos, se pueden postular 3 fases en la evolución de este tipo de arquitectura:

### 1. Presentación tradicional de un proyecto arquitectónico.
Se concibe un ámbito virtual desde que se genera un proyecto arquitectónico tradicional y se presenta empleando los medios técnicos adecuados: dibujos con el programa CAD, animaciones, ambientaciones, entre otros. El producto cumple con todos los requisitos de presentación de un proyecto tradicional: plantas, cortes, perspectivas, fachadas, proyecciones axonométricas, maquetas, además de ser perfectamente construibles. En esta etapa, el computador es meramente una herramienta de apoyo en el desarrollo del proyecto.

### 2. Empleo de nuevas herramientas informáticas.
Con la incorporación de nuevas tecnologías y herramientas informáticas como la realidad virtual (inmersiva o no) al proceso de generación de un proyecto arquitectónico tradicional, se orienta al cumplimiento de los requisitos tecnológicos de constructibilidad, pero presentado y representado completamente en forma digital enriqueciéndose con la visualización y navegación de los espacios virtuales concebidos. Esta fase comienza a mediados de la década de los 90's y permanece activa.

### 3. Exploración de un campo virtual.
La identificación y exploración de un ámbito virtual en el cual se generan proyectos de arquitecturas completa, entre digitales tanto en su representación, como en sus características arquitectónicas. En este tipo de ambiente virtual pueden manejarse los conceptos y comportamientos del ciberespacio, como la inmaterialidad, la incorporeidad, la instantaneidad en el traslado de un punto a otro, es decir, el desplazamiento no convencional, como el vuelo o la tele transportación. También se puede utilizar conceptos no construibles, como portales que aparecen cuando uno se acerca, cambios en el "ambiente exterior" que se visualiza cuando se está en el mundo, cambios en el comportamiento del mobiliario arquitectónico o urbano. las posibilidades de innovación formal y funcional son casi ilimitadas. A los efectos del presente evento y consecuentes con las más promisorias tendencias de la época actual, se denominará esta última fase como arquitectura virtual o arquitectura hecha para el ciberespacio.
La Arquitectura Virtual se encuentra aún en fase inicial de exploración, y promete cambios significativos en el ejercicio de los aspectos académicos y de práctica profesional de la arquitectura a través de una estrecha vinculación con la Internet y el desarrollo de la colaboración y la participación colectiva a distancia. Es actualmente, la frontera en lo que aplicaciones de las computadoras en arquitectura concierne. Existe otra modalidad que aún mantiene los requisitos de la arquitectura física, se conoce como arquitectura híbrida.

## El método
Leonardo Avella, arquitecto docente de la Universidad Nacional de Colombia, explica la arquitectura virtual a partir de 3 conceptos principales; basándose en los postulados de Michel Foucault y su estructura para la subjetivación: 

### La infinitud
Como principio básico la infinitud tiene significado autónomo, es lo puro indeterminado, un absoluto que no es parte de una heterogeneidad pero que es la base de las formas determinadas, es decir, no es una diferencia pero crea diferenciación. Las formas se asumen como entidades determinadas cuando se someten a la infinitud.

### La superficie
Para la lógica virtual la superficie no tiene materialiddad corpórea, es una racionalidad en términos sensibles que sintetiza una estructura numérica, pero no aplica necesariamente una reducción óptica, es decir no está supeditada a la capacidad del medio para reprodcucir una relación sensorial.

### La dimensión del espacio
Un solo punto (2^0 = 1), (o "nodo") puede ser considerado como un cubo cero dimensional, dos nodos (2^1) unidos por una línea (o borde) es un cubo unidimensional, cuatro nodos (2^2) colocados en un cuadrado son un cubo bidimensional y ocho nodos (2^3) son un cubo tridimensional ordinario. La dimensión de este espacio involucra un sentido de la percepción que se pensaría supeditado a la perspectiva de la pantalla, ya que su construcción está determinada por los puntos de fuga que simulan la estructura de la forma, sin embargo estos puntos son determinaciones que se encuentran dentro del espacio y por lo tanto están sujetos a la acción del movimiento, son parte de la estructura sensible que los arma constantemente a medida que se va de un nodo a otro. Mantienen una determinación formal tan solo dentro de un instante en el tiempo, un espacio que constantemente los destruye y los arma en relación con una alteración dinámica que se construye en el plano cartesiano como un punto de partida.

Lo virtual crea un espacio propio que tiene sus reglas y sus nociones hasta ahora reconocidas y por lo tanto, plausibles de ser reconfiguradas y estudiadas en su estructura esencial. El lenguaje digital, la Imagen se convierte en la nueva forma de escritura o en el alfabeto de la sociedad de la información, sus recursos gramaticales nos impactan pero hay que discutirlos en la forma de entidad Lingüística y no como soporte de medios.

## Aplicaciones de la Arquitectura Virtual.
La Arquitectura Virtual se enfoca en generar espacios que se visualizan en forma digital, preferiblemente a través de Internet, aunque no es indispensable, pero si deseable, pues es importante la fácil accesibilidad del ente diseñado. Como tal permite no solo mirar al futuro mediante la creación de nuevas modalidades de objetos arquitectónicos sino también la recreación del pasado, recuperando aquellos monumentos desaparecidos en el tiempo por erosión o destrucción intencional. 
Como concepto, oficio y/o producto permite incursionar en el estudio y experimentación de un gran número de tipos de edificaciones, entre los cuales y que han hecho mayor y mejor uso de la tecnología son los Museos Virtuales. No se refiere a los catálogos museísticos por Internet, sino a los Museos y Galerías de Arte visitables y recorribles utilizando Internet o programas especiales para visualizar las edificaciones. Algunas son galerías o adaptaciones de edificaciones básicas, donde -exhiben- obras de arte.

## Restricciones de la Arquitectura Virtual
Las principales restricciones para el uso difundido de la Arquitectura Virtual como forma válida de arquitectura son:

### La Tecnología
Paradójicamente, y si bien existe gran cantidad de aplicaciones para generar modelos en VRML (Lenguaje de Modelación para Realidad virtual, por sus siglas en inglés), los modelos que se pueden realizar con las versiones actuales de este lenguaje no se comparan con los modelos de fotorrealismo utilizados para presentaciones de arquitectura. Por supuesto, el lenguaje VRML nos da la facilidad de poder recorrer rápidamente el modelo, y sacrificar el detalle a la velocidad. Otras restricciones tecnológicas vienen dadas por la velocidad de conexión a Internet y por la velocidad de procesamiento del computador que se esté utilizando. 

### Reducida participación en directrices y líneas de búsqueda compartidas
Un segundo tipo de restricciones, surgido de la misma insipiencia de la temática, estriba en la reducida participación [crítica en nuestro ámbito latinoamericano] en cuanto a directrices y líneas de acción compartidas que favorezcan la profundización en cuanto a la indagación y estudio tanto de las condiciones funcionales con base de las cuales operaría esta Arquitectura Virtual como de la promoción y estudio de la incorporación y uso apropiado de la Arquitectura en comunidades virtuales 3d conformadas por empresas tales como ActiveWorlds, Blaxxun y más recientemente SIMS, entre otras. 

### La Superficie
Para la lógica virtual la superficie no tiene materialidad corpórea, es una racionalidad en términos sensibles que sintetiza una estructura numérica[24], pero no implica necesariamente una reducción óptica, es decir no está supeditada a la capacidad del medio para producir una relación sensorial.
Avella expresa 

Históricamente, nuestro mandato en el mundo material no nos ha dejado más opción que el mantenimiento de mundos de doble conciencia en separadas y distintas categorías, como lo real, lo imaginario, lo espiritual. El advenimiento de las ciencias de la llamada vida artificial, en las cuales incluyo ambos, lo seco (pixel) y lo húmedo (moléculas), organismos artificiales y la enorme perspectiva de la nanotecnología, apuntan la posibilidad de erosión de los límites entre estados mentales, entre concepción y construcción, entre la internalización y la realización de nuestros deseos, sueños y necesidades de nuestra existencia cotidiana.